# Астерион (обсерватория)
Обсерватория Астерион — астрономическая обсерватория при Петрозаводском государственном университете, основанная в октябре 2008 года при университетском астрономическом клубе студентов.

## История обсерватории
В октябре 2008 года был создан астрономический клуб «Астерион» при ПетрГУ. Основным инструментом клуба стал телескоп MEADE 10" RCX400 GPS физико-технического факультета с ПЗС-камерой SBIG ST-2000XCM. В 2009—2010 годах члены клуба имели доступ к дистанционной обсерватории Tzec Maun (США и Австралия), на которых было открыто более 50 астероидов. 22 апреля 2009 года обсерватории был присвоен код Центра Малых Планет за номером B94.
7 сентября 2011 года сотрудник обсерватории Артём Новичонок совместно с Владимиром Герке обнаружил новую комету на снимках с 40-см удалённого телескопа обсерватории НЦ «Ка-Дар», расположенного на Северном Кавказе, которая получила обозначение P/2011 R3 (Novichonok-Gerke). Комета стала первой, обнаруженной с территории России со времён распада СССР. Интересно, что Артём сделал открытие, будучи во Вьетнаме, таким образом, эта комета стала ещё и первой в истории, обнаруженной с территории Вьетнама[прояснить].
21 сентября 2012 года Новичонок стал одним их первооткрывателей кометы C/2012 S1 (ISON), получившей широкую известность в связи с тем, что ей предрекали[кто?] судьбу «большой кометы 2013 года». Комета не стала очень яркой и распалась близ перигелия.
1 января 2015 года в ПетрГУ была официально создана Лаборатория астрономия как структурное подразделение при кафедре общей физики.

## Руководители обсерватории
- Мезенцев Андрей Георгиевич — преподаватель физико-технического факультета ПетрГУ, руководитель университетской обсерватории
- Новичонок Артём Олегович — руководитель клуба «Астерион», руководитель Лаборатории астрономии ПетрГУ

## Инструменты обсерватории
- MEADE 10" RCX400 GPS (D = 254 мм , F = 2000 мм, Ричи-Кретьен) + ПЗС-камера SBIG ST-2000XCM
- Sky-Watcher 80 ED (D = 80 мм , F = 600 мм, апохроматический рефрактор на монтировке HEQ5 Pro)
- Sky-Watcher 20-см рефлектор системы Ньютона (D = 200 мм , F = 1000 мм, монтировка HEQ5 Pro)

## Направления наблюдений и исследований
- Переоткрытие комет
- Фотометрия комет (визуальная в ходе плановых наблюдательных выездов и по ПЗС-снимкам)
- Наблюдения покрытий звёзд астероидами
- Наблюдения крупных метеорных потоков

## Расположение
- Обсерватория находится на юго-западной окраине города в Физико-техническом факультете по адресу: г. Петрозаводск, ул. Университетская, дом 10А
- Наблюдательная станция Шёлтозеро расположена в 80 км к югу от Петрозаводска и служит местом проведения летних научно-образовательных Карельских астрономических экспедиций (в августе — начале сентября)
- На вооружении коллектива обсерватории имеются несколько отработанных полевых наблюдательных пунктов, в которые периодически проводятся выезды для наблюдений на одну ночь

## Сотрудничество с другими обсерваториями
- Станция ТАУ. Ведётся непрерывная наблюдательная работа на удалённом 40-см телескопе-рефлекторе. Основные тематики работы — ПЗС-фотометрия комет, поиск новых малых тел Солнечной Системы
- Майданакская высокогорная обсерватория. Сотрудничество, направленное на получение фотометрии и физических описаний для слабых комет.